# Nivard de Reims
Saint Nivard († 675), archevêque de Reims de 649 à 673, est reconnu comme saint par l'Église latine.

## Histoire
Saint Nivard fonda l'abbaye Saint-Pierre d'Hautvillers en 662. Il était le frère de Gombert, moine et martyr.
Il est fêté le 1er septembre en compagnie des saints Sixte et Sinice de Reims.

## Source
- Chanoine Cerf, Vie des saints du diocèse de Reims, tome I, pp. 183-195